# God Is an Astronaut
God Is an Astronaut ist eine irische Post-Rock-Band aus Glen of the Downs, County Wicklow. Sie wurde 2002 gegründet, der Name der Band stammt aus einem Zitat des Films Nightbreed. Die Band erlangte durch ihre offene Antikriegshaltung sowie durch die außergewöhnlichen Liveauftritte Bekanntheit.

## Geschichte
Die Brüder Torsten und Niels Kinsella spielten in verschiedenen lokalen Bands, bevor sie gemeinsam mit Schlagzeuger Lloyd Hanney die Band ins Leben riefen. Im Jahr 2002 erschien das Debütalbum The End of the Beginning beim bandeigenen Plattenlabel Revive Records. Die 2003 aus dem Album ausgekoppelten Singles The End of the Beginning und From Dust to the Beyond erhielten ebenso Airplay auf dem Musiksender MTV wie die 2004 veröffentlichte Single Fragile. Das zweite Album All Is Violent, All Is Bright erschien 2005 und konnte sich als einziges Album der Band bislang in den irischen Albumcharts platzieren. Die 2006 erschienene EP A Moment of Stillness erreichte ebenso die Charts. Zum dritten Album Far From Refuge spielte die Band eine ausverkaufte Europatournee, die sie bis nach Moskau führte. In Istanbul traten sie auf einem Festival vor 25.000 Zuschauern auf. Die Tour durch die USA wurde zum Fiasko, weil der Band die komplette Ausrüstung gestohlen wurde. 2008 erschien das vierte Studioalbum, im Mai 2010 das fünfte.
Die Liveauftritte der Band waren insbesondere in der Frühphase geprägt von umfangreichen Lichteffekten und dem Einsatz von selbstproduzierten Musikvideos zu jedem Titel.

## Diskografie

### Alben
- The End of the Beginning (2002)
- All Is Violent, All Is Bright (2005)
- A Moment of Stillness (2006)
- Far from Refuge (2007)
- God Is an Astronaut (2008)
- Age of the Fifth Sun (2010)
- Origins (2013)
- Helios|Erebus (2015)
- Epitaph (2018)
- Ghost Tapes #10 (2021)
- The Beginning of the End (2022)
- Embers (2024)

### EPs
- A Moment of Stillness (2006)

### Singles
- The End of the Beginning (2003)
- From Dust to the Beyond (2003)
- Point Pleasant (2003)
- Coda (2004)
- Fragile (2004)
- Fireflies and Empty Skies (2005)
- Beyond the Dying Light (2006)
- Tempus Horizon (2006)
- No Return (2007)
- Helder Pedro Moreira / No Return (2008, Split-CD mit The Mantra ATSMM)
- Shining Through (2009)
- In the Distance Fading (2010)
- Burial (2020, Napalm Records)
- Fade (2021)